# Oh Father
Oh Father è una canzone della cantautrice statunitense Madonna, quarto singolo estratto dall'album Like a Prayer. La canzone è stata inserita nella compilation di ballate Something to Remember.
Scritta e prodotta da Madonna e Patrick Leonard, il tema centrale di "Oh Father" è la presenza di figure maschili autoritarie nella vita di Madonna, in particolare la canzone fa riferimento al padre della cantante, Tony Ciccone. La relazione tra Madonna e il padre si guasta dopo la morte della madre, avvenuta nel 1963, quando la cantante aveva cinque anni, deteriorandosi ancora di più quando il padre decide di risposarsi solo due anni dopo la morte della moglie. Con questa canzone Madonna rievoca la sua infanzia difficile, condizionata dalla morte della madre. In Like A Prayer, il tema della madre morta è presente anche nel brano Promise To Try, che è una sorta di dialogo immaginario della cantante con la madre.
"Oh Father" ha ricevuto pareri positivi dalla critica, ma ebbe un minore successo commerciale rispetto ai precedenti singoli della cantante. Il singolo arrivò soltanto al 20º posto della classifica statunitense Billboard Hot 100, rompendo il record di Madonna di più Top 10 negli Stati Uniti. Nei paesi in cui il singolo fu rilasciato, la canzone non riuscì a raggiungere la top-ten, tranne che in Finlandia e Italia, dove il singolo raggiunse la posizione numero sei in classifica.
Il video musicale della canzone fu un tentativo della cantante di abbracciare e accettare la morte della madre. Diretto da David Fincher e girato in bianco e nero, mostra una bambina giocare nella neve, mentre la madre muore. Una Madonna cresciuta segue la bambina mentre canta la canzone. Descritto dai critici come "autobiografico", il video fu inserito da Rolling Stone come uno dei 100 migliori video. Gli studiosi hanno notato che, nel video, la figura di Madonna è sdoppiata: una Madonna da adulta che segue se stessa da bambina. Uno dei critici ha descritto la scena della veglia, in cui Madonna saluta la madre notandone la bocca cucita, come una delle scene più inquietanti nella storia dei videoclip musicali. Questa scena è ispirata da un reale ricordo di Madonna durante il funerale della madre. "Oh Father" fu eseguita solo nel Blond Ambition Tour, nel 1990, dove Madonna rappresentava una donna che cerca di trovare la sua religione e combatteva per questo.
Il 24 dicembre 1995 Madonna ripubblicò Oh Father dal suo secondo greatest hits Something to Remember

## La canzone

### Antecedenti
Quando Madonna aveva cinque anni, nel 1963, la madre, Madonna Louise Fortin, muore di cancro al seno all'età di trent'anni. Alcuni mesi prima di questo evento, Madonna notò dei cambiamenti nella personalità e nel comportamento della madre, ma Madonna non se ne spiegava i motivi. Il padre della cantante, non avendo idea sulle reali condizioni fisiche della moglie, era solito piangere quando Madonna gli faceva delle domande, e a questo atteggiamento Madonna rispondeva stringendo fra le sue braccia la madre. "Ricordo che mi sentivo più forte di lei", Madonna riferì in un'intervista, "Io ero così piccola, eppure sentivo che la bambina fosse lei. Successivamente, Madonna riconobbe che: "a quel tempo, non aveva capito che mia madre stesse per morire. Molte cose non erano state dette, molte erano le emozioni irrisolte di rimorso, colpa, perdita, rabbia, confusione.... Vidi mia madre, era bellissima ed era distesa come se dormisse in una bara aperta. Solo dopo notai che la bocca di mia madre appariva strana. C'è voluto del tempo per capire che la sua bocca era stata cucita. Fu in quel terribile momento che iniziai a capire cosa avevo perduto per sempre. L'ultima immagine che ho di mia madre, allo stesso tempo pacifica e grottesca, mi perseguita ancora oggi".
Alla fine, Madonna imparò a prendersi cura di se stessa e dei suoi fratelli, e rivolse le sue attenzioni alla sua nonna paterna, sperando di trovare un poco di conforto per la morte della madre. In un'intervista per Vanity Fair, Madonna affermò che lei vedeva se stessa come una "ragazza sola alla ricerca di qualcosa. Non ero ribelle in un certo modo. A me importava essere buona a qualcosa. Non mi rasavo le ascelle e non mi truccavo come normalmente fanno molte ragazze. Ma studiavo e prendevo buoni voti. Volevo essere qualcuno". Terrificata dal fatto che anche il padre potesse essere portato via da lei, Madonna spesso faticava a prendere sonno se non era accanto a lui. Due anni più tardi, Tony Ciccone si risposò con la governante, Joan Gustafson. Fu allora che Madonna iniziò a mostrare degli irrisolti problemi di rabbia verso il padre, che durarono per anni e questo creò in lei un atteggiamento ribelle. In un'intervista alla rivista Interview, Madonna spiegò che:
Quell'atteggiamento ribelle si presentò, credo, quando mio padre si risposò. Perché dopo la morte di mia madre mi ero aggrappata a lui. Era come se io dicessi, Ok, sei mio e non andrai da nessuna parte. Come tutte le ragazze, ero innamorata di mio padre, e non volevo perderlo. Avevo perso mia madre e allora io ero mia madre e mio padre era mio. Allora lui mi è stato portato via quando ha sposato la mia matrigna. Fu allora che io dissi, ok, non ho più bisogno di nessuno. Nessuno mi spezzerà più il mio cuore. Non avrò più bisogno di nessuno. Posso starmene da sola e non appartenere a nessuno".

### Scrittura e ispirazione
Quando iniziò a lavorare sul suo quarto album in studio, Like a Prayer, Madonna si trovava in uno stato mentale molto emotivo, a causa del divorzio dal suo allora marito Sean Penn, il suo trentesimo compleanno, e le critiche sfavorevoli per il suo lavoro di attrice. Tutto questo la spinse a scrivere e a capire quale direzione dare all'album. Il risultato fu una serie di tre canzoni: "Till Death Do Us Part", "Promise to Try" e "Oh Father", in cui Madonna cercò di liberarsi da certi demoni. In "Oh Father", la cantante voleva ripercorrere il dolore e la confusione che avevano caratterizzato la sua relazione con il padre. Generalmente, i critici la considerano come una lettere d'amore al padre o un atto di accusa. Tuttavia, Madonna non ha mai detto cosa l'abbia ispirata nello scrivere "Oh Father", eccetto che la canzone riguardasse il padre e che fosse un tributo a Simon & Garfunkel, che, in quel periodo, era il suo gruppo preferito. La cantante ha aggiunto: "La canzone è quello che l'ascoltatore pensa, una canzone aperta a tutte le interpretazioni. Io ho semplicemente scritto la canzone, agli altri tocca interpretare quello che vogliono interpretare. Sebbene la cantante non abbia mai fatto cenno di violenze fisiche in famiglia, lei ha affermato che il padre era un uomo molto autoritario e la matrigna era spesso severa con lei. L'autrice Lucy O' Brien scrisse nel suo libro Madonna: Like an Icon, che la canzone deriva dal vuoto emotivo che la cantante ha dovuto affrontare, poiché suo padre era intrappolato nel suo dolore. Quando il padre si è risposato, la nuova moglie era presa dai suoi figli, quindi i più grandi spesso venivano abbandonati a loro stessi.
Bill Meyers, che ha realizzato l'arrangiamento delle corde per quasi tutte le canzoni dell'album Like a Prayer, ricordò che Madonna era molto commossa quando registrò Oh Father, dato che la canzone evocava il tema dell'incesto e della violenza domestica. Quando Madonna sbagliava una nota o diminuiva il tono della sua voce, la riprovava costantemente. Alla fine della registrazione, Meyers si complimentò con la cantante, dicendole che quella era la sua performance vocale più forte.
La canzone può essere descritta come una ballata barroque pop, in cui Madonna gioca con i toni, a volte alti, a volte bassi, della sua voce. La canzone inizia con il suoni di violini per circa venti secondi. Dopo di che un pianoforte, un arrangiamento di corde e il suono di una drum machine accompagnano il suono dei violini. mentre Madonna canta i versi del ritornello: "You can't hurt me now, I got away from you, I never thought I would.". Dopo il secondo ritornello, un pezzo strumentale accompagna il verso in cui Madonna si rende conto che il padre non intendeva ferirla, ma lei è fuggita comunque. La canzone termina con i suoni della chitarra e dei violini che svaniscono insieme alla voce di Madonna. In un'intervista con Paul Zollo, Madonna commentò che con la parola "Father" (in italiano "Padre") si poteva riferire al padre Tony, a Dio e a tutte le "autorità nella sua vita".

## Il video
Diretto da: David Fincher, il video è stato descritto da Carol Clerk come "autobiografico". Avvolto da un'atmosfera inquietante, esso ricrea la scena di morte di una giovane donna, che esamina il rapporto tempestoso tra il marito e la figlia che lascia. La bambina che rimane orfana della madre è abbandonata a sé stessa da un padre burbero e scontroso, che si arrabbia se la bambina, giocando, indossa i vestiti e i gioielli della madre morta. Fulcro del video è il momento in cui la bambina si avvicina alla bara della madre morta e nota che le sue labbra sono cucite, a quel punto la bambina fugge dal funerale. Anche questo è un particolare autobiografico. In un'intervista per Vanity Fair, la cantante affermò che le labbra della madre durante il funerale erano strane: "notai che la bocca di mia madre appariva strana. C'è voluto del tempo per capire che la sua bocca era stata cucita". Madonna stessa ha affermato che quell'immagine la tormentò per tutta la giovinezza. Madonna stessa, commentando il video, ha affermato che esso è "un tentativo di accettazione della morte di mia madre".
La scrittrice femminista E. Ann Kaplan affermò che, con il video, Madonna mette in primo piano la repressiva educazione cattolica con la quale è cresciuta, e la sua relazione conflittuale non solo con il padre reale, ma con un padre simbolico - Dio, la Legge e il patriarcato. Bruce David Forbes, autore di Religion and Popular Culture in America, affermò che il video deriva dalle esperienze infantili della cantante e drammatizza sui suoi sforzi di negoziazione relazionale, in particolare nei rapporti interpersonali con il padre, con gli uomini, e al suo rapporto con il Cattolicesimo, un esempio di ciò è la frase "Oh Father, I have sinned" (in italiano: "oh padre, ho peccato).

## Esecuzioni dal vivo
Oh Father è stata eseguita nel Blond Ambition Tour in un medley con Live to Tell. Dopo aver eseguito Like a Prayer, Madonna, inginocchiata su una panca confessionale, inizia a cantare Live to Tell, sullo sfondo vi sono colonne romane e candele votive. Giunti a metà della canzone, la cantante inizia a cantare "Oh Father", mentre la raggiunge un ballerino, vestito con un abito da prete. Il ballerino, Carlton Wilborn, ricorda che per questa performance sono state richieste varie sessioni di prove, giacché il ballo rappresentava la ricerca della propria religione da parte di una donna: "da una parte la donna sapeva che ne aveva bisogno, dall'altro provava una forte resistenza, e il balletto rappresentava questa battaglia interiore.

## Tracce
- US/Canada 7" / Cassetta[18][19]

1. "Oh Father" (7" Edit) – 4:20
2. "Spanish Eyes" (LP Version) – 5:15

- UK Cassetta (1995)[20]

1. "Oh Father" (LP Version) – 4:58
2. "Live to Tell" (Live Edit from Ciao Italia!) – 6:22

- UK CD (1995)[21]

1. "Oh Father" (LP Version) – 4:58
2. "Live to Tell" (Live Edit from Ciao Italia!) – 6:22
3. "Why's It So Hard" (Live from The Girlie Show - Live Down Under) – 5:12

## Classifiche
| Classifica (1989) | Posizione massima |
| ----------------- | ----------------- |
| Australia         | 59                |
| Canada            | 14                |
| Francia           | 26                |
| Giappone          | 12                |
| Stati Uniti       | 20                |

| Classifica (1996) | Posizione massima |
| ----------------- | ----------------- |
| Finlandia         | 6                 |
| Irlanda           | 25                |
| Italia            | 6                 |
| Regno Unito       | 16                |